# Plecia pauliani
Plecia pauliani är en tvåvingeart som beskrevs av Hardy 1951. Plecia pauliani ingår i släktet Plecia och familjen hårmyggor.
Artens utbredningsområde är Madagaskar. Inga underarter finns listade i Catalogue of Life.